# Inga Lindström: Hochzeitsfieber
Hochzeitsfieber ist ein deutscher Fernsehfilm von Matthias Kiefersauer aus dem Jahr 2021. Er ist Bestandteil des ZDF-Herzkino-Sonntagsfilms und der 91. Film der Inga-Lindström-Reihe nach der gleichnamigen Erzählung von Christiane Sadlo. Die Hauptrollen sind mit Magdalena Höfner, Jonas Minthe, Adelheid Kleineidam und Thomas Limpinsel besetzt.

## Handlung
Lena lebt mit ihrem Freund Sören zusammen in seinem Elternhaus und arbeitet neuerdings im Landhotel Mariefred. Unterwegs zur Arbeit trifft sie auf den Blumenhändler Bengt, der eine Autopanne hat. Er müsste die Blumen dringend ins Schloss Westerholm ausliefern. Sie hilft ihm mit ihrer Strumpfhose, da sie festgestellt hat, dass der Keilriemen defekt ist. Im Hotel angekommen, zeigt ihre Chefin Victoria ihren neuen Arbeitsplatz, denn sie soll die Buchhaltung auf Vordermann bringen, um die sich bisher niemand richtig gekümmert hat. Während sich Lena in ihre Arbeit stürzt, erhält Victoria einen Anruf von Dr. Lundgren, die sie dringend in ihrer Praxis sehen will. Währenddessen taucht Bengt im Hotel auf und will Victoria die übrig gebliebenen Blumen vorbeibringen. Er trifft aber nur auf Lena. Kurz darauf kommt Victoria zurück, lässt beide aber, ohne ein Wort zu sagen, einfach links liegen.
Als Lena am Abend mit Sören an den See geht, überrascht er sie mit einem Muffin, in den er den Verlobungsring eingebacken hat. Lena ist zunächst überrascht, sagt dann aber ja. Bengt besucht Victoria, weil er merkt, dass etwas mit ihr nicht stimmt. Sie möchte aber lieber alleine sein. Am nächsten Morgen sucht Bengt nach Victoria, aber sie ist verschwunden. Ihr Handy hat sie im Büro liegengelassen. Lena hilft ihm suchen, sie finden sie aber nirgends. Als Lena an der Rezeption vorbeikommt, steht ein fremder Mann dahinter. Es stellt sich heraus, dass es Victorias Sohn Charlie ist, der gekommen ist, um zu helfen. Er weiß auch nicht, wo seine Mutter ist.
Die bekannte Sängerin Ilvy und ihr Freund Anton planen ihre Hochzeit, als sie erfahren, dass das Palace Hotel, wo sie feiern wollten, abgebrannt ist. Ilvys Oma Gunda ist mit ihrem Mann Gustav momentan im Hotel zu Gast, sie feiern ihren 50. Hochzeitstag und Lena hat ihnen ermöglicht, Schloss Westerholm zu besuchen. Nun fragen sie Charlie, ob Ilvy und Anton ihre Hochzeit hier feiern können. Charlie will aber nicht, da er meint, dass sowieso viele Ehen heute wieder geschieden werden. Er erzählt danach Lena davon, sie macht ihm klar, dass solche Sachen die letzte Rettung für das Hotel sind, da seine Mutter lange Zeit zu wenig Steuern gezahlt hat. Lena hat schon viele Ideen, wie man die Hochzeit durchführen könnte, aber Charlie sieht alles negativ.
Sören setzt Lena unter Druck, da er möchte, dass sie in sein Baugeschäft zurückkehrt. Sie will aber Geschäft und Privates klarer trennen, Sören findet das egoistisch. Ilvy besucht mit Anton das Hotel, Charlie ist nun doch dafür, dass sie die Hochzeit bei ihnen feiern. Überrascht sind aber alle, als sich herausstellt, dass Lena und Anton sich von früher kennen. Ilvy ist skeptisch, ob sie dazu fähig sind, die Hochzeit durchzuführen, aber Anton kann sie davon überzeugen, dass Lena und Charlie das schaffen. Bengt verfolgt Charlie bis zu seinem Proberaum, der 80 Kilometer entfernt ist, weil er meint, Charlie habe seine Mutter da versteckt. Sie ist aber in Stockholm und besucht dort ihren alten Freund Frederic.
Anton schwelgt mit Lena in alten Erinnerungen, ihre vierjährige Beziehung ist nicht spurlos an ihm vorbeigegangen. Sie erzählt Sören von ihrem Wiedersehen, er zeigt aber keinerlei Interesse. Als Charlie mit Lena und Anton am nächsten Morgen die Hochzeit bespricht, verfällt er wieder in seine alten Muster und findet alles negativ. Lena muss ihm den Kopf zurechtrücken, damit er wieder in die Spur kommt. Victoria genießt derweil die Zeit mit Frederic. Lena versucht Charlie dazu zu bringen, Gefühle zu zeigen, was aber zunächst fehlschlägt. Romantik ist nicht sein Ding. Da probiert es Lena mit Tanzen, als plötzlich Sören auftaucht und eifersüchtig reagiert. Er lädt sie zu einem romantischen Essen ein, aber Lena merkt, dass er gar nicht richtig auf sie eingehen will.
Am nächsten Morgen ist Victoria wieder da und beginnt gleich einen Streit mit ihrem Sohn. Lena klärt sie über die Situation auf, aber sie will es nicht hören. Charlie versucht nochmals mit ihr zu sprechen, aber seine Mutter ist total verbittert und meint, er sei sowieso nur wieder gekommen, weil er Geld will. Sie lässt sich aber umstimmen und nimmt die Hilfe an. Auch Bengt ist froh, dass Victoria wieder da ist. Sie erzählt ihm von der Zeit in Stockholm mit Frederic, er bewundert sie für ihren Mut. Sören verscherzt es sich endgültig mit Lena, indem er ignorant tut. Lena beschließt daraufhin, im Hotel zu übernachten. Als Lena dann noch erfährt, dass Sörens Mutter gar keinen Schwächeanfall hatte, löst sie die Verlobung auf.
Charlie und Bengt erfahren, dass Victoria sich operieren lassen müsste, es aber verweigert. Sie hat einen Tumor im Darm, hat aber Angst vor der OP. Lena rekognosziert mit Anton Locations für die Hochzeit, als sie Sören begegnen. Er redet wieder alles schlecht. Am Abend trinken Lena und Anton noch etwas zusammen, dabei kommt es zu einem Kuss. Victoria will das Hotel verkaufen, aber Bengt und Charlie wollen ihr helfen, indem sie ihr Geld leihen. Lena spricht nochmals mit Anton und bestärkt ihn, seinen Weg zu gehen. Victoria versteht nach einem Geschenk von Bengt endlich, dass er sie liebt. Sie willigt ein, die OP zu machen, im Gegenzug will sie ihn sofort heiraten. Nach der Hochzeit sprechen sich Lena und Charlie aus und küssen sich danach lange und innig.

## Hintergrund
Hochzeitsfieber wurde vom 2. bis zum 30. Juni 2021 unter dem Arbeitstitel Die schönste Hochzeit der Welt an Schauplätzen in Schweden gedreht. Produziert wurde der Film von der Bavaria Fiction GmbH.

## Rezeption

### Einschaltquote
Die Erstausstrahlung am 7. November 2021 im ZDF wurde von 4,44 Millionen Zuschauern gesehen, was einem Marktanteil von 13,3 % entspricht.

### Kritiken
Die Kritiker der Fernsehzeitschrift TV Spielfilm zeigten mit dem Daumen zur Seite und fassten den Film mit den Worten „Männerüberschuss – der Rest ist Durchschnitt“ kurz zusammen.
Rainer Tittelbach von Tittelbach.tv meinte dazu „„Junge Frau zwischen zwei Männern“ kann jeder, also konfrontiert Matthias Kiefersauer die Heldin seines „Inga Lindström“-Films mit gleich drei Männern, die das weibliche Objekt des Begehrens umschwärmen.“ und „Auch die Rahmenhandlung ist sympathisch: Lena will nicht länger für die Firma ihres Freunds arbeiten, übernimmt die Buchhaltung eines traumhaft gelegenen Hotels und sorgt dank einer neuen Geschäftsidee quasi nebenbei dafür, dass die vor der Pleite stehende Herberge dem Untergang entgeht.“